# Challenger Bolivia II 2024 - Doppio
Il doppio del torneo di tennis professionistico Challenger Bolivia II 2024, facente parte della categoria Challenger 50 nell'ambito dell'ATP Challenger Tour 2024, si è giocato dal 17 al 23 giugno a Santa Cruz de la Sierra, in Bolivia. Andrea Collarini e Renzo Olivo erano i detentori del titolo ma solo Olivo aveva scelto di partecipare in coppia con Tomás Farjat.
In finale Hady Habib e Trey Hilderbrand hanno sconfitto Finn Reynolds e Matías Soto con il punteggio di 3–6, 6–3, [10–7].

## Teste di serie
1. Luís Britto /  Gonzalo Villanueva (primo turno)
2. Finn Reynolds /  Matías Soto (finale)

1. Emile Hudd /  David Stevenson (semifinale)
2. Seita Watanabe /  Takeru Yuzuki (semifinale)

## Wildcard
1. Esteban Dávila /  Raúl García (primo turno)

1. Iker Dellien /  Murkel Dellien (quarti di finale, ritirati)

## Alternate
1. Hernán Casanova /  Bautista Vilicich (primo turno, ritirati)

## Tabellone

### Legenda
| - Q = Qualificato - WC = Wild card - LL = Lucky loser | - ALT = Alternate - SE = Special Exempt - PR = Protected Ranking | - w/o = Walkover - r = Ritirato - d = Squalificato |

|  | Primo turno | Primo turno                        | Primo turno                       | Primo turno | Primo turno |  |  | Quarti di finale | Quarti di finale      | Quarti di finale      | Quarti di finale    | Quarti di finale  |    |     | Semifinali | Semifinali                  | Semifinali         | Semifinali                | Semifinali |   |     | Finale | Finale | Finale | Finale | Finale |  |
|  |             |                                    |                                   |             |             |  |  |                  |                       |                       |                     |                   |    |     |            |                             |                    |                           |            |   |     |        |        |        |        |        |  |
|  | 1           | L Britto G Villanueva              | L Britto G Villanueva             | 2           | 4           |  |  |                  |                       |                       |                     |                   |    |     |            |                             |                    |                           |            |   |     |        |        |        |        |        |  |
|  |             | H Habib T Hilderbrand              | H Habib T Hilderbrand             | 6           | 6           |  |  |                  | H Habib T Hilderbrand | H Habib T Hilderbrand | 6                   | 6                 |    |     |            |                             |                    |                           |            |   |     |        |        |        |        |        |  |
|  |             | L Aboian V Aboian                  | L Aboian V Aboian                 | 6           | 6           |  |  |                  | L Aboian V Aboian     | L Aboian V Aboian     | 2                   | 2                 |    |     |            |                             |                    |                           |            |   |     |        |        |        |        |        |  |
|  | WC          | E Dávila R García                  | E Dávila R García                 | 4           | 3           |  |  |                  |                       |                       |                     |                   |    |     |            | H Habib T Hilderbrand       | 4                  | 7                         | [11]       |   |     |        |        |        |        |        |  |
|  | 4           | S Watanabe T Yuzuki                | S Watanabe T Yuzuki               | 6           | 6           |  |  |                  |                       | 4                     | S Watanabe T Yuzuki | 6                 | 63 | [9] |            |                             |                    |                           |            |   |     |        |        |        |        |        |  |
|  |             | I Carou JC Prado Ángelo            | I Carou JC Prado Ángelo           | 2           | 1           |  |  | 4                | S Watanabe T Yuzuki   | S Watanabe T Yuzuki   | 6                   | 6                 |    |     |            |                             |                    |                           |            |   |     |        |        |        |        |        |  |
|  |             | G Johns N Schachter                | G Johns N Schachter               | 7           | 7           |  |  |                  | G Johns N Schachter   | G Johns N Schachter   | 4                   | 2                 |    |     |            |                             |                    |                           |            |   |     |        |        |        |        |        |  |
|  |             | Á Guillén Meza AL Lingua Lavallén  | Á Guillén Meza AL Lingua Lavallén | 5           | 5           |  |  |                  |                       |                       |                     |                   |    |     |            | Hady Habib Trey Hilderbrand | 3                  | 6                         | [10]       |   |     |        |        |        |        |        |  |
|  |             | T Farjat R Olivo                   | 4                                 | 6           | [11]        |  |  |                  |                       |                       |                     |                   |    |     |            |                             | 2                  | Finn Reynolds Matías Soto | 6          | 3 | [7] |        |        |        |        |        |  |
|  |             | A Lobanov A Nesterov               | 6                                 | 1           | [9]         |  |  |                  | T Farjat R Olivo      | T Farjat R Olivo      | 3                   | 4                 |    |     |            |                             |                    |                           |            |   |     |        |        |        |        |        |  |
|  |             | JS Gómez A Urrea                   | JS Gómez A Urrea                  | 4           | 0           |  |  | 3                | E Hudd D Stevenson    | E Hudd D Stevenson    | 6                   | 6                 |    |     |            |                             |                    |                           |            |   |     |        |        |        |        |        |  |
|  | 3           | E Hudd D Stevenson                 | E Hudd D Stevenson                | 6           | 6           |  |  |                  |                       |                       |                     |                   |    |     | 3          | E Hudd D Stevenson          | E Hudd D Stevenson | 63                        | 3          |   |     |        |        |        |        |        |  |
|  |             | M Pucinelli de Almeida N Zanellato | 6                                 | 4           | [8]         |  |  |                  |                       | 2                     | F Reynolds M Soto   | F Reynolds M Soto | 7  | 6   |            |                             |                    |                           |            |   |     |        |        |        |        |        |  |
|  | WC          | I Dellien M Dellien                | 1                                 | 6           | [10]        |  |  | WC               | I Dellien M Dellien   | I Dellien M Dellien   | I Dellien M Dellien |                   |    |     |            |                             |                    |                           |            |   |     |        |        |        |        |        |  |
|  | Alt         | H Casanova B Vilicich              | H Casanova B Vilicich             | 1           | r           |  |  | 2                | F Reynolds M Soto     | F Reynolds M Soto     | F Reynolds M Soto   | w/o               |    |     |            |                             |                    |                           |            |   |     |        |        |        |        |        |  |
|  | 2           | F Reynolds M Soto                  | F Reynolds M Soto                 | 3           |             |  |  |                  |                       |                       |                     |                   |    |     |            |                             |                    |                           |            |   |     |        |        |        |        |        |  |